# Adrian (imię)
Adrian, również Hadrian – imię męskie pochodzenia łacińskiego. Wywodzi się od imienia cesarza Hadriana, łac. „Hadrianus”, czyli „pochodzący z Hadrii” lub „z regionu morza Adriatyckiego”. Imię było noszone przez kilku wczesnochrześcijańskich świętych i męczenników m.in. św. Adriana z Canterbury.
Notowany w źródłach rosyjskich pochodzących z lat 1479–1584 z monastyru sołowieckiego.
Żeńskim odpowiednikiem jest Adrianna, Adriana.
Adrian imieniny obchodzi: 9 stycznia, 4 marca, 5 marca, 8 lipca, 9 lipca, 8 września.
Wedle danych PESEL według stanu na 19 stycznia 2024 roku imię to nosi w Polsce 148 895 mężczyzn.

## Formy imienia w innych językach
- afrikaans: Ad, Adriaan, Adrianus, Arrie, At, Daan, Jaans
- albański: Adrian, Ardian
- angielski: Adrian
- bułgarski: Адриан lub Адриян
- chorwacki: Jadranko
- francuski: Adrien
- grecki: Αδριανός
- hiszpański: Adrián, Adriano
- kataloński: Adrià
- holenderski: Ad, Adriaan, Adrianus, Arie, Arjan
- niemiecki: Adrian
- portugalski: Adriano
- rosyjski: Адриан
- rumuński: Adrian, Adi
- ukraiński: Адріан, Адріян
- węgierski: Adorján, Adrián
- włoski: Adriano
- łacina: Hadrian, Hadrianus

## Znane osoby o imieniu Adrian lub Hadrian
- Hadrian – cesarz rzymski w latach 117–138
- św. Adrian z Nikomedii (zm. III lub IV w.), męczennik
- św. Adrian z Canterbury (zm. 710), mnich benedyktyński w klasztorze pod Neapolem, arcybiskup Canterbury
- bł. Adrian Fortescue (zm. 1538), męczennik i błogosławiony katolicki (wspomnienie 9 lipca)

### Muzycy
- Adriano Celentano, włoski piosenkarz, aktor, reżyser i prezenter telewizyjny
- Adrian Belew, amerykański gitarzysta i wokalista
- Adrian Claudiu Sana, założyciel rumuńskiego boysbandu Akcent
- Adrian Erlandsson, szwedzki perkusista
- Adrian Smith, gitarzysta zespołu Iron Maiden
- Adrian Kowanek, muzyk, wokalista
- Adrian Kulik, basista zespołu Lipali

### Święci Cerkwi Prawosławnej[5]
- św. Adrian z Wanei – męczennik w Cezarei Nadmorskiej[6]
- św. Adrian z Wołokołamska – święty mnich, sobór świętych Moskwy[7]
- św. Adrian z Damaszku – męczennik[8]
- św. Adrian z Koryntu – męczennik[9]
- św. Adrian znad rzeki Monzy – święty mnich, sobór świętych Kostromy[10]
- św. Adrian z Nikomedii – męczennik[11]
- św. Adrian Nowy z Koryntu – męczennik[12]
- św. Adrian Ondrusowski – święty mnich, męczennik, sobór świętych Karelii, sobór świętych Nowogrodu Wielkiego i Sankt Petersburga[13]
- św. Adrian z Poszechnowa (Jarosławski) – święty mnich, męczennik, igumen monasteru Uspieńskiego (Adrianowski)[14][15], sobór świętych Rostrowa i Jarosławia[16]
- św. Adrian Sołowiecki – święty mnich, pustelnik, sobór świętych Nowogrodu Wielkiego, sobór świętych sołowieckich[17]
- św. Adrian Troicki – święty kapłan męczennik, prezbiter, sobór świętych nowomęczenników i wyznawców rosyjskich[18]
- św. Adrian z Uglicza – święty mnich, sobór świętych Rostrowa i Jarosławia[19]

### Duchowni prawosławni
- Adrian (patriarcha Moskwy)
- Adrian (staroobrzędowy metropolita moskiewski)
- Adrian (Sergakis)
- Adrian (Uljanow)

### Duchowni katoliccy
- Adrian Galbas (arcybiskup, metropolita warszawski)

### Papieże
- Hadrian I, papież w latach 772–795
- Hadrian II, papież w latach 867–872
- Hadrian III, papież w latach 884–885, święty Kościoła katolickiego (wspomnienie 8 lipca)
- Hadrian IV, papież w latach 1154–1159
- Hadrian V, papież w roku 1276
- Hadrian VI, papież w latach 1522–1523

### Sportowcy
- Adrian Cyfer, polski żużlowiec
- Adrian Dantley, amerykański koszykarz
- Adrian Gunnell, angielski snookerzysta
- Adrian Klim, polski kick-boxer
- Adriano Leite Ribeiro, brazylijski piłkarz
- Adrian Mannarino, francuski tenisista
- Adrian Miedziński, polski żużlowiec
- Adrian Mierzejewski, polski piłkarz
- Adrian Mutu, rumuński piłkarz
- Adrian Quist, australijski tenisista
- Adrián Ramos, kolumbijski piłkarz
- Adrian Sikora, polski piłkarz
- Adrian Sutil, niemiecki kierowca wyścigowy
- Adrian Zieliński, polski sztangista

### TV
- Adrian Biddle, brytyjski operator filmowy
- Adrien Brody, amerykański aktor
- Adrian Grenier, amerykański aktor
- Adrian Klarenbach, polski dziennikarz i prezenter telewizyjny[a]
- Adrian Lyne, angielski producent filmowy
- Adrian Paul, angielski aktor
- Adrian Pasdar, amerykański aktor i reżyser
- Adrià Collado, hiszpański aktor

### Pozostali
- Adrian Darby, brytyjski konserwatysta
- Adrian Josef von Hoverden-Plencken, niemiecki kolekcjoner, animator życia kulturalnego i naukowego
- Adrian Krzyżanowski, polski matematyk, tłumacz literatury pięknej z niemieckiego
- Adrian Lamo, hacker i dziennikarz
- Adrian Mole, bohater 6 książek autorstwa Sue Townsend
- Adrian Năstase, premier Rumunii od grudnia 2000 do grudnia 2004
- Adrian Paci, albański artysta
- Adrian Zandberg, polski polityk